# Daisuke Shimizu
Daisuke Shimizu (Japans: 清水大輔, Shimizu Daisuke) (Kanagawa, 1980) is een Japans componist en saxofonist.

## Levensloop
Shimizu studeerde aan het Showa College of Music onder andere bij Yoshibumi Fujiwara (compositie), bij Shintaro Fukumoto (saxofoon) en speelde in het Showa College of Music Wind Orchestra. In 2002 is hij afgestudeerd.
Als componist schrijft hij vooral voor harmonieorkest en blazers. Hij kreeg onder andere compositie-opdrachten van de Japan Air Self Defense Force Chubu Band in Hamamatsu, de Japan Ground Self Defense Force Eastern Army Band in Nerima, de Japan Ground Self Defense Force 6th Division Band in Higashine, de Yamaha Symphonic Band in Hamamatsu, het Siena Wind Orchestra en de Osaka Municipal Symphonic Band. Maar zijn werken werden niet alleen in Japan, maar ook in heel Europa, Noord- en Zuid-Amerika, in Zuid-Korea en Taiwan uitgevoerd.
De Celebrate, The Spirit of St. Louis en Tangle Wood Overture werd bij een Belgische muziekuitgeverij Beriato Music gepubliceerd. Shimizu is een veelgevraagd jurylid op wedstrijden voor harmonieorkesten.

## Composities

### Werken voor harmonieorkest
- 1998 Fantasy and Dance
- 1999 Tanglewood Overture[6]
- 2000 March "Give a Praise to Winner!"
- 2000 Suite "Millennium Night"
- 2001 Concerto "Infinity Power", voor saxofoon en harmonieorkest
- 2001 Man on the Moon
- 2002 Celebrate
- 2002 New York on 2001/09/11
- 2003 Let there be Music
- 2003 To My Comrades
- 2003 Sleepers
- 2003 The Improving Dance - Four Episodes
  1. Mixed Meter Time
  2. After Beat for Brass and Percussions
  3. Simple Gift for Wood Winds
  4. Finale for Tutti
- 2004 Dreams Go on!
- 2004 Spirit of St.Louis
- 2004 Future of GEMSTONE
- 2004 VOZ QUE A TERRA ~ earth-shaking voice
- 2004-2005 Wind of Black Leopard, concert voor klarinet en harmonieorkest
- 2005 Next Angels, voor altsaxofoon en harmonieorkest
- 2005 I will ...
- 2005 Copy of Seoul
- 2005 Endless Trip Which Dose Not Have The Map
- 2005 Adventure tale of ~ Professor Alex
- 2005 Unlimited Sound World
- 2005 Fate a Decisive Battle
- 2006 Heart Strings
- 2006 Phoenix
- 2006 The Answer to Life
- 2006 The See All Dream
- 2006-2007 Lost Moon ~ Man on the Moon Episode 2
- There will be an answer
- This Monent to be Free

### Kamermuziek
- 2000 Fate, voor saxofoon en piano
- 2001 The last thing that a person is the・・・, voor saxofoon en piano
- 2001 Dance Reformer, voor 2 eufonia en 2 tuba's
- 2001 Soon, voor saxofoonkwartet
- 2002 Sonata, voor saxofoon en piano
- 2002 Time space ... Time flow ..., voor tuba en piano
- 2003 Feld.Punkte.Gruppen, voor saxofoonkwartet
- 2003 Rapid Spider, voor saxofoonkwartet
- 2005 Diffused reflection, voor 2 eufonia en 2 tuba's
- 2005 Simple Gift, voor klarinettenkoor
- Booming Chorale, voor 2 eufonia en 2 tuba's
- The Infinite Shining Heavens, voor koperoktet (3 trompetten, hoorn, 2 trombones, eufonium en tuba)